# Anacampseros albidiflora
Anacampseros albidiflora är en tvåhjärtbladig växtart som beskrevs av V. Poelln. Anacampseros albidiflora ingår i släktet Anacampseros och familjen Anacampserotaceae. Inga underarter finns listade i Catalogue of Life.